# Little Melton
Little Melton is een civil parish in het bestuurlijke gebied South Norfolk, in het Engelse graafschap Norfolk met 897 inwoners.